# Arrondissement d'Orléans
L'arrondissement d'Orléans est un arrondissement français situé dans le département du Loiret et la région Centre-Val de Loire. C'est l'un des trois arrondissements du Loiret.
Son chef-lieu est la ville d'Orléans, également préfecture du département.

## Géographie
L'arrondissement est situé au carrefour des régions naturelles de Beauce, du Val de Loire et de Sologne et comprend une partie de l'aire urbaine d'Orléans.
Il est limitrophe des arrondissements de Pithiviers, Chartres (Eure-et-Loir) et Châteaudun (Eure-et-Loir) au Nord, Montargis à l'Est, Blois (Loir-et-Cher) à l'Ouest, Romorantin-Lanthenay (Loir-et-Cher) et Vierzon au Sud (Cher).

## Composition

### Composition cantonale avant 2015
Il était composé de 24 cantons :
| Canton                  | code INSEE | Superficie (km²) | Population (2008) |
| ----------------------- | ---------- | ---------------- | ----------------- |
| Artenay                 | 4501       | 196,87           | 8 671             |
| Beaugency               | 4502       | 145,41           | 16 455            |
| Châteauneuf-sur-Loire   | 4506       | 317,41           | 21 177            |
| Chécy                   | 4538       | 79,10            | 17 646            |
| Cléry-Saint-André       | 4510       | 131,52           | 7 880             |
| La Ferté-Saint-Aubin    | 4513       |                  | 13 598            |
| Fleury-les-Aubrais      | 4534       | 38,97            | 22 440            |
| Ingré                   | 4539       | 67,58            | 36 003            |
| Jargeau                 | 4515       | 245,85           | 18 054            |
| Meung-sur-Loire         | 4518       | 222,74           | 18 650            |
| Neuville-aux-Bois       | 4520       | 247,90           | 14 835            |
| Olivet                  | 4535       | 46,38            | 28 107            |
| Orléans-Bannier         | 4521       | 3,29             | 20 059            |
| Orléans-Bourgogne       | 4522       |                  | 18 024            |
| Orléans-Carmes          | 4523       |                  | 18 550            |
| Orléans-La Source       | 4541       | 6,10             | 16 991            |
| Saint-Marc-Argonne      | 4524       |                  | 18 105            |
| Orléans-Saint-Marceau   | 4525       |                  | 21 528            |
| Ouzouer-sur-Loire       | 4527       | 157,93           | 9 617             |
| Patay                   | 4528       | 201,83           | 6 690             |
| Saint-Jean-de-Braye     | 4536       | 21,48            | 21 843            |
| Saint-Jean-de-la-Ruelle | 4538       | 6,10             | 16 669            |
| Saint-Jean-le-Blanc     | 4540       | 68,52            | 18 617            |
| Sully-sur-Loire         | 4531       | 357,20           | 11 899            |

### Composition cantonale depuis 2015
Un nouveau découpage territorial entre en vigueur en mars 2015, et fait disparaître quatorze canton.
L'arrondissement est actuellement composé de 14 cantons:
| Canton                  | Code INSEE | Superficie (km²) | Population (2016) |
| ----------------------- | ---------- | ---------------- | ----------------- |
| Beaugency               | 4501       | 309.95           | 25 888            |
| Châteauneuf-sur-Loire   | 4503       | 388.11           | 31 445            |
| La Ferté-Saint-Aubin    | 4505       | 408.81           | 30 529            |
| Fleury-les-Aubrais      | 4506       | 146.57           | 32 763            |
| Meung-sur-Loire         | 4510       | 588,42           | 35 587            |
| Olivet                  | 4512       | 46.38            | 30 215            |
| Orléans-1               | 4513       |                  | 24 180            |
| Orléans-2               | 4514       |                  | 25 802            |
| Orléans-3               | 4515       |                  | 35 560            |
| Orléans-4               | 4516       |                  | 36 542            |
| Saint-Jean-de-Braye     | 4518       | 69.15            | 38 598            |
| Saint-Jean-de-la-Ruelle | 4519       | 35,88            | 35 414            |
| Saint-Jean-le-Blanc     | 4520       | 222,01           | 27 323            |
| Sully-sur-Loire         | 4521       | 726,94           | 32 375            |

### Découpage communal depuis 2015
Depuis 2015, le nombre de communes des arrondissements varie chaque année soit du fait du redécoupage cantonal de 2014 qui a conduit à l'ajustement de périmètres de certains arrondissements, soit à la suite de la création de communes nouvelles. Le nombre de communes de l'arrondissement d'Orléans est ainsi de 122 en 2015, 122 en 2016 et 121 en 2017.
Au 1er janvier 2024, l'arrondissement groupe les 121 communes suivantes :
1. Ardon
2. Artenay
3. Baccon
4. Le Bardon
5. Baule
6. Beaugency
7. Boigny-sur-Bionne
8. Bonnée
9. Les Bordes
10. Bou
11. Bougy-lez-Neuville
12. Boulay-les-Barres
13. Bouzy-la-Forêt
14. Bray-Saint-Aignan
15. Bricy
16. Bucy-le-Roi
17. Bucy-Saint-Liphard
18. Cercottes
19. Cerdon
20. Chaingy
21. Chanteau
22. La Chapelle-Onzerain
23. La Chapelle-Saint-Mesmin
24. Charsonville
25. Châteauneuf-sur-Loire
26. Chécy
27. Chevilly
28. Cléry-Saint-André
29. Coinces
30. Combleux
31. Combreux
32. Coulmiers
33. Cravant
34. Dampierre-en-Burly
35. Darvoy
36. Donnery
37. Dry
38. Épieds-en-Beauce
39. Fay-aux-Loges
40. Férolles
41. La Ferté-Saint-Aubin
42. Fleury-les-Aubrais
43. Gémigny
44. Germigny-des-Prés
45. Gidy
46. Guilly
47. Huêtre
48. Huisseau-sur-Mauves
49. Ingrannes
50. Ingré
51. Isdes
52. Jargeau
53. Jouy-le-Potier
54. Lailly-en-Val
55. Ligny-le-Ribault
56. Lion-en-Beauce
57. Lion-en-Sullias
58. Loury
59. Marcilly-en-Villette
60. Mardié
61. Mareau-aux-Prés
62. Marigny-les-Usages
63. Ménestreau-en-Villette
64. Messas
65. Meung-sur-Loire
66. Mézières-lez-Cléry
67. Montigny
68. Neuville-aux-Bois
69. Neuvy-en-Sullias
70. Olivet
71. Orléans
72. Ormes
73. Ouvrouer-les-Champs
74. Ouzouer-sur-Loire
75. Patay
76. Rebréchien
77. Rouvray-Sainte-Croix
78. Rozières-en-Beauce
79. Ruan
80. Saint-Aignan-le-Jaillard
81. Saint-Ay
82. Saint-Benoît-sur-Loire
83. Saint-Cyr-en-Val
84. Saint-Denis-de-l'Hôtel
85. Saint-Denis-en-Val
86. Saint-Florent
87. Saint-Hilaire-Saint-Mesmin
88. Saint-Jean-de-Braye
89. Saint-Jean-de-la-Ruelle
90. Saint-Jean-le-Blanc
91. Saint-Lyé-la-Forêt
92. Saint-Martin-d'Abbat
93. Saint-Péravy-la-Colombe
94. Saint-Père-sur-Loire
95. Saint-Pryvé-Saint-Mesmin
96. Saint-Sigismond
97. Sandillon
98. Saran
99. Seichebrières
100. Semoy
101. Sennely
102. Sigloy
103. Sougy
104. Sully-la-Chapelle
105. Sully-sur-Loire
106. Sury-aux-Bois
107. Tavers
108. Tigy
109. Tournoisis
110. Traînou
111. Trinay
112. Vannes-sur-Cosson
113. Vennecy
114. Vienne-en-Val
115. Viglain
116. Villamblain
117. Villemurlin
118. Villeneuve-sur-Conie
119. Villereau
120. Villorceau
121. Vitry-aux-Loges

## Démographie
En 2022, l'arrondissement comptait 455 459 habitants.
| 1968    | 1975    | 1982    | 1990    | 1999    | 2006    | 2011    | 2016    | 2021    |
| ------- | ------- | ------- | ------- | ------- | ------- | ------- | ------- | ------- |
| 258 757 | 307 597 | 340 645 | 373 757 | 402 580 | 419 116 | 427 446 | 440 562 | 453 067 |

| 2022    | - | - | - | - | - | - | - | - |
| ------- | - | - | - | - | - | - | - | - |
| 455 459 | - | - | - | - | - | - | - | - |

## Administration
Antoine Guérin est le sous-préfet de l'arrondissement d'Orléans.

## Histoire

### De 1800 à 1926
De sa création en 1800 à 1926, l'arrondissement est composé des cantons d'Artenay, Beaugency, Châteauneuf-sur-Loire, Cléry-Saint-André, La Ferté-Saint-Aubin, Jargeau, Meung-sur-Loire, Neuville-aux-Bois ainsi que cinq cantons entre lesquels est répartie la commune d'Orléans Orléans-Est, Orléans-Ouest, Orléans-Nord-Est, Orléans-Nord-Ouest et Orléans-Sud.

### La réforme de 1926
Lors du redécoupage général des arrondissements en 1926, les arrondissements de Gien et de Pithiviers sont supprimés. L'arrondissement d'Orléans se voit adjoindre les cantons d'Ouzouer-sur-Loire et de Sully-sur-Loire, issus de l'arrondissement de Gien ainsi que ceux de Malesherbes, d'Outarville et de Pithiviers, issus de l'arrondissement de Pithiviers.

### La réforme de 1942
En 1942, un nouveau redécoupage restaure l'arrondissement de Pithiviers dans son état d'avant 1926, les cantons de Malesherbes, d'Outarville et Pithiviers réintègrent leur arrondissement d'origine.

### La réforme des années 1970
Réalisée dans les années 1970, cette réforme ne modifie pas les limites des arrondissements. Elle se borne à un redécoupage des cantons.
Les cantons créés à cette occasion sont ceux de Orléans-Bannier, Orléans-Bourgogne, Orléans-Carmes, Orléans-la-Source, Orléans-Saint-Marc-Argonne, Orléans-Saint-Marceau, Chécy (rattaché jusqu'en 1981 au canton de Saint-Jean-de-Braye), Fleury-les-Aubrais, Ingré (rattaché jusqu'en 1981 au canton de Saint-Jean-de-la-Ruelle), Olivet, Saint-Jean-de-Braye et Saint-Jean-de-la-Ruelle  (rattaché jusqu'en 1973 à l'ancien canton d'Orléans-Nord-Ouest).
Les cantons supprimés sont les suivants : Orléans-Est, Orléans-Ouest, Orléans-Nord-Est, Orléans-Nord-Ouest, Orléans-Sud.